# 가래속
가래속(Potamogeton)은 속씨식물의 택사목 가래과에 포함되는 속이다.

## 하위 종
- 가는가래 (P. cristatus)
- 가래 (P. distinctus)
- 넓은잎말 (P. perfoliatus)
- 대가래 (P. malaianus)
- 말 (P. oxyphyllus)
- 말즘(P. crispus)
- 새우가래 (P. maackianus)
- 선가래 (P. fryeri)
- 실말 (P. pusillus)
- 좁은잎말 (P. alpinus)
- 큰가래 (P. natans)